# Challenge de Catalunya
De Challenge de Catalunya is een golftoernooi van de Europese Challenge Tour.
De eerste editie werd in 2012 gespeeld in dezelfde week als de Ryder Cup. Het toernooi moest wegens te zware regen worden ingekort tot 54 holes. Winnaar was de 22-jarige Amerikaan Brooks Koepka, die daarmee zijn eerste overwinning als professional behaalde. 

De tweede editie is van 24-27 april 2014.

## Winnaars
| Start      | Winnaar        | Score | Score | Prijzengeld | Info                             |
| ---------- | -------------- | ----- | ----- | ----------- | -------------------------------- |
| 27-09-2012 | Brooks Koepka  | 200   | -16   | € 160.000   | Uitslag                          |
| 24-04-2014 | Antonio Hortal | 199   | -14   | € 160.000   | er werden maar 3 rondes gespeeld |